# Mysidopsis juniae
Mysidopsis juniae är en kräftdjursart som beskrevs av Silva 1979. Mysidopsis juniae ingår i släktet Mysidopsis och familjen Mysidae. Inga underarter finns listade i Catalogue of Life.